# Avenue Road
A Avenue Road é uma rua arterial norte-sul localizada em Toronto, Ontário, Canadá, sendo uma continuação da University Avenue, após o Queen's Park, começando oficialmente na Bloor Street, e terminando logo após as rampas de acesso com a Highway 401, no norte da cidade. A Avenue Road é primariamente comercial e residencial ao longo de seu trecho, primariamente de classe média alta e alta, especialmente ao longo do bairro Forest Hill, um dos mais luxuosos da cidade.
Pontos de interesse ao longo da Avenue Road incluem o Queen's Park, o Royal Ontario Museum, dois dos principais hotéis da cidade: o Hyatt Park Plaza e o Four Seasons, ambas no cruzamento com a Bloor, o Upper Canada College, uma escola independente (a mais antiga do país) somente para meninos, e considerada uma das melhores do país.